# Hard Four
Hard Four (conocida en Argentina como El último juego) es una película de comedia de 2007, dirigida por Charles Dennis, que a su vez la escribió, musicalizada por Larry Brown, en la fotografía estuvo Francis Porter y Josh Salzman, los protagonistas son Ross Benjamin, Samuel Gould y Charlene Blaine, entre otros. El filme fue realizado por Foo Dog Productions, se estrenó el 1 de noviembre de 2007.

## Sinopsis
En el momento que el gran jugador Golden Hands Segal sufre un ataque al corazón en la mesa de dados en Las Vegas, su nieto Freddy Meingold y su amigo de la niñez Spencer Ragusa tienen menos de un día para recuperar al difunto y sepultarlo en Nueva Jersey.